# Ово (Нигерия)
Ово (англ. Owo) — город и район местного управления в юго-западной части Нигерии, на территории штата Ондо.

## Географическое положение
Город находится в северо-восточной части штата, в западной части дельты Нигера. Абсолютная высота — 304 метра над уровнем моря.
Ово расположен на расстоянии приблизительно 37 километров к востоку от Акуре, административного центра штата и на расстоянии 280 километров к юго-западу от Абуджи, столицы страны.

## Население
По данным переписи 1991 года численность населения Ово составляла 157 181 человека.
Динамика численности населения города по годам:
| 1991    | 2012    |
| ------- | ------- |
| 157 181 | 166 357 |

## Экономика и транспорт
Основу экономики Ово составляет сельскохозяйственное производство. Основными продуктами городского экспорта являются какао, ямс, маниок, кукуруза, пальмовое масло, тыква и бамия.
Ближайший аэропорт расположен в городе Акуре.